# Chagrin Falls Popcorn Shop

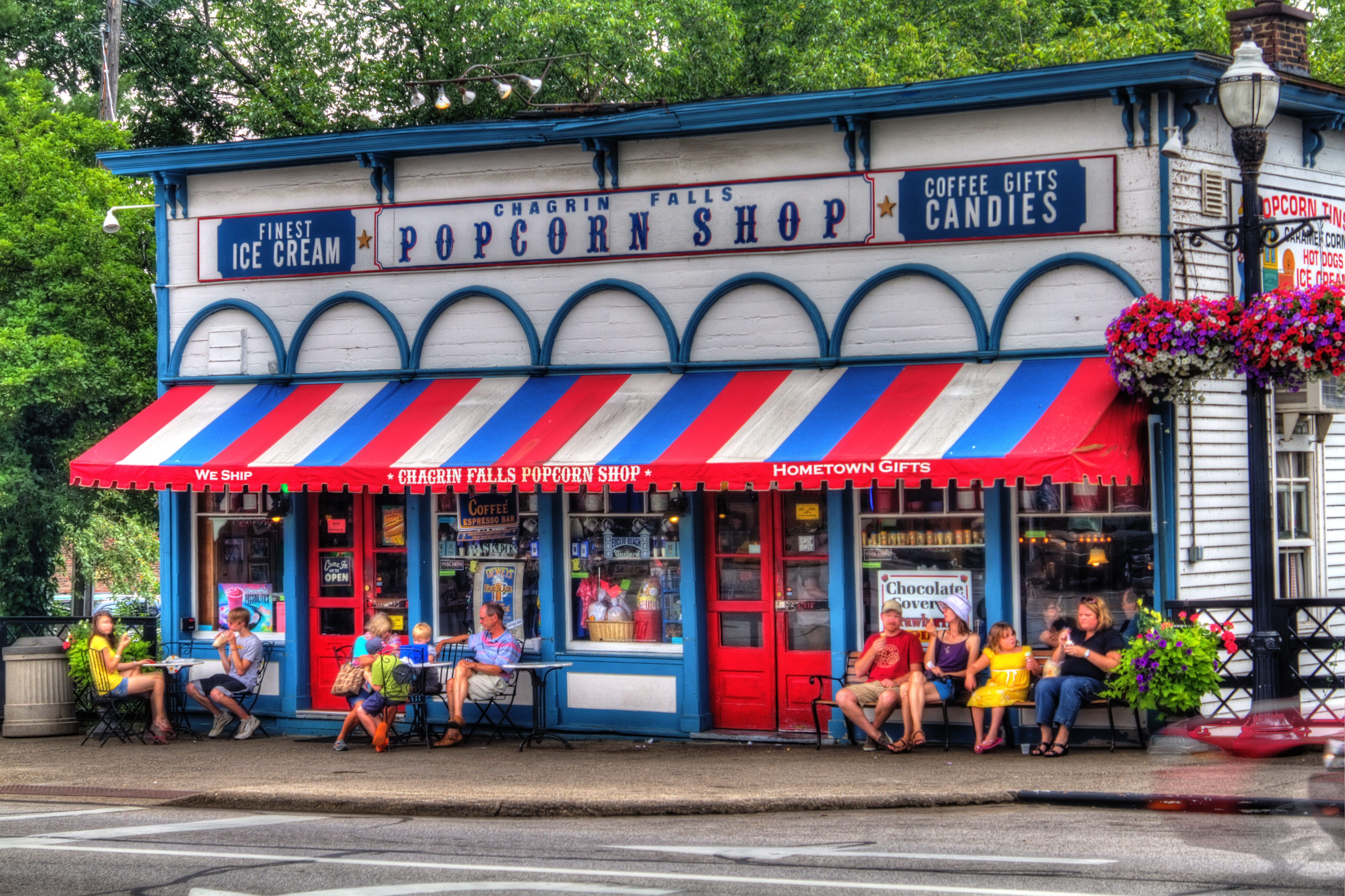
A Chagrin Falls Popcorn Shop 2010-ben

A Chagrin Falls Popcorn Shop egy 1875-ben alapított pattogatott kukorica- és édességbolt az ohio-i Chagrin Falls-ban. Eredetileg a The Pride of the Falls malom kereskedéseként hozták létre, melyet a Chagrin-folyó hajtott. Az üzletnek második tagja is megnyílt 2005-ben Shaker Square-ben Cleveland mellett.

## Autóbaleset
A pattogatott kukoricát áruló üzlet majdnem megszűnt 2000 novemberében. Egy fékhibás furgon rohant bele, mely az alátámasztásait rongálta meg a boltnak, és majdnem a folyóba taszította az egész építményt. Az alapozásától kellett újraépíteni azt.

## Elnöki látogatás
2004. szeptember 4-én, újraválasztási kampánya során George W. Bush látogatta meg az üzletet. A first lady, Laura Bush is csatlakozott hozzá egy fagyira, és több adag pattogatott kukoricát is vettek. Jenna és Barbara Bush is velük tartott.

## Kázmér és Huba
A Kázmér és Huba képregény megalkotója, Bill Watterson - aki maga is Chagrin Falls-ból származik - egy Godzilla-méretű Kázmért rajzolt az 1988-ban megjelent The Essential Calvin and Hobbes című kiadvány hátsó borítójára, mely elpusztítja Chagrin Falls-t. Kázmér a képen éppen elragadja az édességboltot.